# Stilifer
Stilifer ist der Name einer Gattung von Schnecken aus der Familie der Eulimidae, deren 15 Arten als Endoparasiten in von ihnen induzierten Gallen in der Haut von Seesternen leben.

## Merkmale
Die Schmarotzerschnecken der Gattung Stilifer haben ein eiförmiges oder kugeliges, aufgeblasenes, durchscheinendes, dünnwandiges, glattes und glänzendes Schneckenhaus, das mit Zuwachslinien und manchmal auch spiraligen Streifen skulpturiert ist. Das Gewinde hat zahlreiche Umgänge und einen spitzen, manchmal umgebogenen Apex mit einem zugespitzten Protoconch. Der Körperumgang hat eine rundliche Form. Die Gehäusemündung ist schief und annähernd eiförmig.
Die Weibchen einiger Stilifer-Arten, darunter Stilifer linckiae, haben Fühler, doch fehlen sie bei allen Männchen. Sämtliche Arten besitzen einen rudimentären Fuß, jedoch kein Operculum. Die Schnecken beider Geschlechter haben zudem einen echten Mantel samt Mantelhöhle mit einer Kieme, auffällige schwarze Augen, Otolithen und ein für Vorderkiemer typisches Nervensystem.
Die Anatomie der Stilifer-Schnecken ist durch ihre Lebensweise als Endoparasiten in der Haut von Seesternen geprägt, bei denen sie die Bildung kugelförmiger, in die Leibeshöhle des Wirtes eingebeulter Gallen auslösen. Das Innere der Galle ist von Gewebe der Schmarotzerschnecke ausgekleidet, das auch die gesamte Schnecke einschließlich des Gehäuses umhüllt und lediglich an der obersten Stelle eine Öffnung durch die Haut nach außen frei lässt, wo sich auch der Apex des Schneckenhauses befindet. Diese Hülle wird auch als Scheinmantel oder Pseudopallium bezeichnet und als homolog zum Scheinfuß der ektoparasitischen Schnecken der Gattung Thyca angesehen. Wie bei diesem findet sich auch an der Basis des Scheinmantels eine Öffnung, durch welche die Schnecke ihre Proboscis in das Gewebe des Seesterns einführt, um Körperflüssigkeiten des Wirtes zu saugen. Bei Stilifer utinomi wird die Proboscis etwa fünfmal so lang wie das Schneckenhaus.
Die Gallen mit den Stilifer-Schnecken sind meist deutlich am Seestern erkennbar, ist jedoch der Parasit im Vergleich zum Wirt sehr klein, ist nur die Öffnung zu sehen, aus der mitunter der Apex des Schneckenhauses etwas herausragt.

## Entwicklungszyklus
Die Schnecken sind zuerst Männchen und dann Weibchen, doch bleiben sie Männchen, wenn ein Weibchen in der Nähe ist. Dies führt dazu, dass sich an einem Seestern üblicherweise Gallen mit Männchen und mit Weibchen nebeneinander befinden. Der Penis des Männchens ist lang genug, um das benachbarte oder auch die benachbarten Weibchen zu begatten. Diese legen Eikapseln mit bei Stilifer utinomi etwa 100 µm großen Eiern, die sich zu wahrscheinlich Plankton fressenden Veliger-Larven entwickeln. Wenn diese sich auf einem Seestern niederlassen und metamorphosieren, haben sie eine etwa 350 µm hohe Schale. Der Protoconch mit den nur langsam zunehmenden Umgängen unterscheidet sich deutlich vom Teleoconch, bei dem die Umgänge schneller zunehmen, und ist narbenartig von diesem abgesetzt.

## Arten
Zur Gattung Stilifer gehören folgende Schneckenarten:
- Stilifer akahitode, Habe & Masuda, 1990
- Stilifer astericola, Broderip, 1832 (in Heliaster cumingi, Galapagosinseln)
- Stilifer barroni, A. Adams, 1854
- Stilifer birtsi, Preston, 1904
- Stilifer celebensis, Kükenthal, 1897
- Stilifer concavus, Warén, 1980
- Stilifer guentheri, Angas, 1877
- Stilifer inflatus, Warén, 1980 (in Linckia multifora und anderen Linckia spp., Indopazifik)
- Stilifer kawamurai, Habe, 1976
- Stilifer linckiae, P. Sarasin & F. Sarasin, 1887 (in Linckia multifora und anderen Linckia spp., Indopazifik, Erstfund vor Trinkomali, Sri Lanka)
- Stilifer ovoideus, H. Adams & A. Adams, 1853
- Stilifer pisum, Habe, 1953
- Stilifer quadrasi, O. Boettger, 1893
- Stilifer utinomi, Habe, 1951 (in Linckia spp., Indopazifik)
- Stilifer variabilis, O. Boettger, 1893